# Gammalvalltjärnen (Undersåkers socken, Jämtland, 701892-138042)
Gammalvalltjärnen är en sjö i Åre kommun i Jämtland och ingår i Indalsälvens huvudavrinningsområde.